# Yasutaka Yoshida
Yasutaka Yoshida (Hiroshima, 22 november 1966) is een voormalig Japans voetballer.

## Carrière
Yasutaka Yoshida speelde tussen 1989 en 1996 voor Tanabe Pharmaceutical, Sanfrecce Hiroshima en Cosmo Oil Yokkaichi.